# Carlrichard Brühl
Pour les articles homonymes, voir Brühl.
Carlrichard Brühl, né le 23 février 1925 à Francfort-sur-le-Main et mort le 25 janvier 1997 à Düsseldorf, est un historien allemand de l'histoire médiévale.

## Biographie
Carlrichard Brühl passe son examen de fin d'études à Berlin en 1943. À partir 1946, Brühl étudie l'histoire, les sciences auxiliaires de l'histoire et l'histoire de l'art à Francfort-sur-le-Main, où il est particulièrement influencé par Paul Kirn et Harald Keller. Il obtient son doctorat en 1949 à Francfort sous la direction de Kirn sur le thème de Reims comme ville de couronnement du roi de France jusqu'à la fin du XIVe siècle. Après des études complémentaires en droit à Bonn et à Paris, il complète son diplôme de maître de conférences postdoctoral avec la thèse Fodrum, Gistum, Servitium regis 1961 à Cologne sous la direction de Theodor Schieffer. Dans cet ouvrage, Brühl donne une vue d'ensemble de l'hospitalité royale médiévale, base nécessaire au règne des voyages dans les trois grandes puissances dirigeantes que sont l'Allemagne, la France et l'Italie. Brühl enseigne l'histoire médiévale et moderne à l'université Justus Liebig de Giessen de 1966 à 1990, en tant que successeur de Peter Classen. Brühl reçoit une grande reconnaissance, surtout à l'étranger. Il est directeur d'études à l'École pratique des hautes études et, depuis 1975, membre correspondant de l'Académie des Inscriptions et Belles-Lettres à Paris et, depuis 1980, de l'Istituto Siciliano di Studi Bizantini. Brühl rst, entre autres, "Visiting research fellow" du Merton College à Oxford en 1978, "Visiting Member" de l'Institute for Advanced Study à Princeton (1981/1982). L'École pratique des Hautes-Études lui  décerne un doctorat honorifique. Parmi les étudiants universitaires de Brühl, on compte Theo Kölzer et Herbert Zielinski.
Ses recherches portent principalement sur l'empire franconien et les successeurs de la France, de l'Italie et de l'Allemagne. Brühl écrit de nombreuses études sur les fondements économiques du pouvoir royal médiéval dans une perspective européenne comparative, sur les lieux d'exercice du pouvoir, les itinéraires de voyage des souverains médiévaux, le problème de la continuité urbaine entre l'Antiquité et le Moyen Âge, ainsi que sur les sites et les coutumes de couronnement. Brühl est également actif en tant que chercheur de documents. Il dirige longtemps le "Codex diplomaticus regni Siciliae", au sein duquel il édite lui-même les chartes latines du roi Roger II. Avec sa conférence Quand commence l'histoire allemande, le 6 mai 1972, devant la Société scientifique de Francfort, il écrit l'histoire des sciences dans le cadre de la discussion sur les conditions préalables aux formes et aux débuts des nations européennes. Dans son œuvre probablement la plus populaire Allemagne-France, La naissance de deux peuples. (1990), il voit l'émergence de l'Allemagne et de la France comme un événement simultané. Selon Brühl, la formation étatique des deux héritiers carolingiens du pouvoir s'est déroulée parallèlement et doit donc être considérée de manière synchrone. Ce n'est que vers 1025 que "l'Allemagne et la France deviendront compréhensibles en tant qu'entités politiques indépendantes et matures". L'ensemble du Xe siècle doit donc être considéré comme une "phase tardive de l'histoire franconienne". Brühl a écrit un ouvrage de référence sur l'histoire de la philatélie.